# Segestrioides bicolor
Espèce
Segestrioides bicolor est une espèce d'araignées aranéomorphes de la famille des Diguetidae.

## Distribution
Cette espèce est endémique de la région de Lima au Pérou,. Elle se rencontre vers San Mateo de Huanchor.

## Description
La femelle holotype mesure 8,0 mm.
La femelle décrite par Platnick en 1989 mesure 11,10 mm.

## Systématique et taxinomie
Cette espèce a été décrite par Keyserling en 1883.

## Publication originale
- Keyserling, 1883 : « Neue Spinnen aus Amerika. IV. » Verhandlungen der kaiserlich-königlichen zoologisch-botanischen Gesellschaft in Wien, vol. 32, p. 195-226 (texte intégral).